# Newcastle (Washington)
Newcastle és una població dels Estats Units a l'estat de Washington. Segons el cens del 2000 tenia 7.737 habitants.

## Demografia
Segons el cens del 2000, Newcastle tenia 7.737 habitants, 3.028 habitatges, i 2.189 famílies. La densitat de població era de 668,3 habitants per km².
Dels 3.028 habitatges en un 34,3% hi vivien nens de menys de 18 anys, en un 63,7% hi vivien parelles casades, en un 5,8% dones solteres, i en un 27,7% no eren unitats familiars. En el 20,5% dels habitatges hi vivien persones soles el 2,8% de les quals corresponia a persones de 65 anys o més que vivien soles. El nombre mitjà de persones vivint en cada habitatge era de 2,55 i el nombre mitjà de persones que vivien en cada família era de 2,98.
Per edats la població es repartia de la següent manera: un 23,4% tenia menys de 18 anys, un 7,2% entre 18 i 24, un 37,9% entre 25 i 44, un 24,9% de 45 a 60 i un 6,6% 65 anys o més.
L'edat mediana era de 36 anys. Per cada 100 dones de 18 o més anys hi havia 97,9 homes.
La renda mediana per habitatge era de 80.320 $ i la renda mediana per família de 91.381 $. Els homes tenien una renda mediana de 60.639 $ mentre que les dones 41.868 $. La renda per capita de la població era de 35.057 $. Aproximadament l'1,8% de les famílies i el 2% de la població estaven per davall del llindar de pobresa.

## Poblacions més properes
El següent diagrama mostra les poblacions més properes.